# Seongjeon-myeon
Seongjeon-myeon (koreanska: 성전면) är en socken i den södra delen av Sydkorea, 320 km söder om huvudstaden Seoul. Den ligger i kommunen Gangjin-gun i provinsen Södra Jeolla.